# Hanka Mostowiak
Hanna Mostowiak z domu Walisiak (ur. 12 września 1975, zm. 22 kwietnia 2011) – fikcyjna postać, jedna z głównych bohaterek polskiego serialu obyczajowego M jak miłość, grana od początku produkcji w 2000 do 2011 przez Małgorzatę Kożuchowską.

## Opis postaci
Kiedy miała trzy lata, jej rodzice zginęli w wypadku samochodowym, który spowodował Waldemar Jaroszy. Wówczas została oddana do domu dziecka, gdzie zaprzyjaźniła się z Jolą Kowalską i Marcinem Polańskim, a jej opiekunką była pani Ludmiła. Przez całą młodość obwiniała rodzinę Mostowiaków o śmierć jej rodziców, dlatego postanowiła się na nich zemścić, wchodząc w posiadanie ich ziemi w Grabinie poprzez ślub z ich synem, Markiem (Kacper Kuszewski).
20 listopada 2000 wyszła za Marka Mostowiaka. Niedługo po ślubie zakochała się w Janku Rogowskim, świadku ślubnym męża. Zawiść do Mostowiaka z czasem przerodziła się w miłość, a postać Hani z odcinka na odcinek stawała się coraz bardziej przykładną matką i żoną. Z mężem doczekała się syna, Mateusza (Krystian Domagała), a także adoptowała dwie dziewczynki: Natalię (Marcjanna Lelek) i Ulę (Iga Krefft). Pracowała jako kelnerka, następnie została zatrudniona jako sekretarka w przetwórni owoców Zenona Łagody. Do najważniejszych epizodów z życia Hanki można zaliczyć również m.in.: porwanie małego Mateusza przez Irenę Gałązkę; śmierć młodzieńczej miłości (Marcina Polańskiego); założenie i prowadzenie fundacji „Serce dziecka”; znajomość z Waldemarem Jaroszym; pracę w szkole; problem zaczynającego się alkoholizmu; romans Marka z Grażyną Raczyńską; odnalezienie przyrodniej siostry (Anny). Zmarła nagle wskutek pęknięcia tętniaka mózgu po wypadku samochodowym, w którym uczestniczyła jako kierowca.

## Reakcje na śmierć bohaterki

### Oddźwięk w mediach
Odcinek, w którym zginęła Hanka Mostowiak, obejrzało 8 363 179 widzów. Śmierć Hanki poruszyła fanów serialu, co znalazło oddźwięk w mediach i internecie. Postać i śmierć Hanki była opisywana w polskich mediach w ok. 250 publikacjach między 6 a 8 listopada 2011. Reakcje spowodowały internetową akcję wykorzystującą motyw śmierci bohaterki, a zwłaszcza okoliczności (zderzenie samochodu z kartonowymi pudłami) do wielu żartów, m.in. w serwisach YouTube i Facebook. Serwis Joe Monster.org gromadził wirale pod hasłem Internauci w hołdzie Hance Mostowiak, a samo telewizyjne wydarzenie umożliwiało karnawalizację śmierci i trywializację sfery sacrum.
Wydarzenie nagrodzone zostało statuetką Plejada „Top Ten” 2012 za wydarzenie roku w show-biznesie. W uzasadnieniu stwierdzono: „to o tym wszyscy mówili, to o tym wszyscy pisali i komentowali. Ten odcinek oglądało ponad 8 milionów widzów”.

### Nawiązania w popkulturze
Okoliczności, w jakich zginęła Hanka Mostowiak, sparodiowano w serialu Świat według Kiepskich w 2012, gdy w 384. odcinku „Trzeba zabić tę miłość” bohaterka oglądanej przez Halinę Kiepską telenoweli ginie przygnieciona kartonem.
W piosence „Gelato” (2021) Margaret śpiewa: „Wpadłam na ciebie kiedyś tak jak Hanka w karton”, nawiązując do okoliczności, w jakich zginęła bohaterka.